# Solanum sect. Petota
Solanum sect. Petota es una sección del género Solanum de la familia Solanaceae. Incluye las siguientes subsecciones y eventuales series.

## Subsecciones
- Solanum subsect. Estolonifera
- Solanum subsect. Lycopersicon
- Solanum subsect. Potatoe